# I'm Free (chanson des Rolling Stones)
Pour les articles homonymes, voir I'm Free.
Singles de The Rolling Stones
(I Can't Get No) Satisfaction / The Under Assistant West Coast Promotion Man
(1965) As Tears Go By / Gotta Get Away
(1965)
Pistes de Out of Our Heads
The Under Assistant West Coast Promotion Man
(11)
I'm Free est une chanson du groupe de rock britannique The Rolling Stones parue d'abord au Royaume-Uni sur l'album Out of Our Heads le 24 septembre 1965, puis le lendemain aux États-Unis sur le single Get Off of My Clouds et le 4 décembre 1965 sur l'album américain December's Children (And Everybody's).

## Description
Voici ce qu'en dit le magazine Rolling Stone

« un folk-rock au tambourin, avec une guitare à la Byrds, ce morceau libertaire n'a pas été un énorme succès, mais c'est l'un des hymnes les plus simples des années 1960. C'est probablement pourquoi il est resté un favori du concert - la version des Stones sur Shine a Light sonne comme si elle avait été écrite récemment »

.
La chanson utilise une ligne de la chanson Eight Days a Week (1964) des Beatles : "Tiens-moi, aime-moi, tiens-moi, aime-moi".

## Postérité
Le groupe a enregistré une version acoustique pour leur album live Stripped (1995) et a interprété une version live pour le film Shine a Light (2008), qui figurait sur l'album live qui l'accompagnait. Le bootleg vinyle original de Live'r Than You Ever Ever comprend une version live enregistrée à Oakland, en Californie, en novembre 1969.
En 2007, une version remixée de l'enregistrement original a été utilisée dans une publicité télévisée pour la carte de crédit Chase Freedom et en 2008, elle a été utilisée dans une publicité britannique pour un SUV Renault.

## Personnel
Crédités:
- Mick Jagger : chant
- Keith Richards : guitare
- Brian Jones : guitare, orgue
- Bill Wyman : basse
- Charlie Watts : batterie
- James W. Alexander : tambourin

## Reprises
- Chris Farlowe sur l'album The Art of Chris Farlowe (1966)
- Wilmer and the Dukes en face B du single Heavy Time (1968)
- The Soup Dragons sur l'album Lovegod et en single (1990) – leur version se classe 5e au Royaume-Uni et 79e aux États-Unis. Cette version apparait dans le film Wayne's World en 1993.
- En 2016, Pitbull a samplé la version de The Soup Dragons pour son nouveau single Freedom.